# Zadeloppervlak
Een zadeloppervlak is een glad oppervlak in de directe omgeving van een zadelpunt. De hyperboloïde van een blad is een zadeloppervlak. Het woord zadeloppervlak is afgeleid van de eigenaardige vorm van het zadel voor paarden, dat zowel omhoog als omlaag kromt. Het klassieke voorbeeld in de euclidische ruimte van een tweedimensionaal zadeloppervlak is de hyperbolische paraboloïde
{\displaystyle z=x^{2}-y^{2}}
De Pringles aardappelchips vormen een alledaags voorbeeld van een hyperbolische paraboloïde vorm.
Zadeloppervlakken hebben een negatieve Gaussiaanse kromming, wat hen onderscheidt van convexe/elliptische oppervlakken, die een positieve Gaussiaanse kromming hebben. Een klassieke derde-orde zadeloppervlak is het apenzadel.

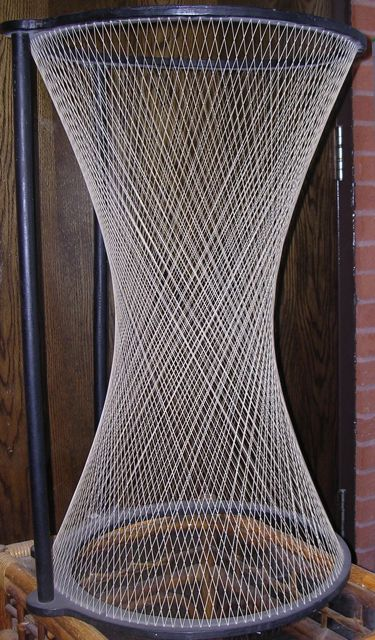
Een model van een elliptische hyperboloide van een vel
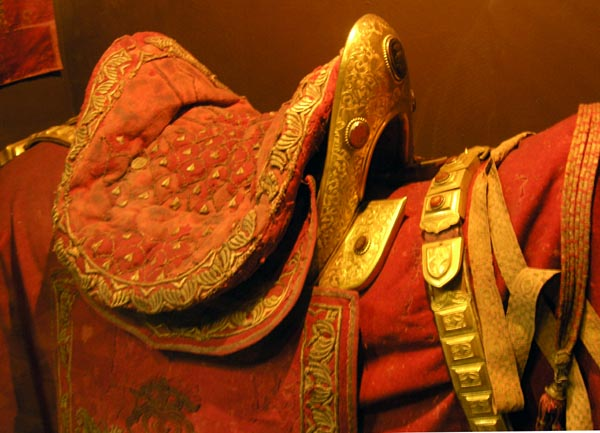
Een paardenzadel
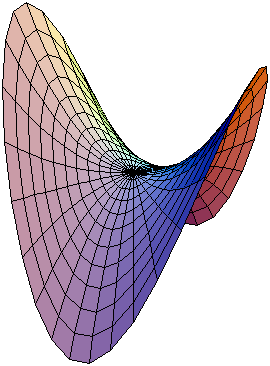
Hyperbolische paraboloide
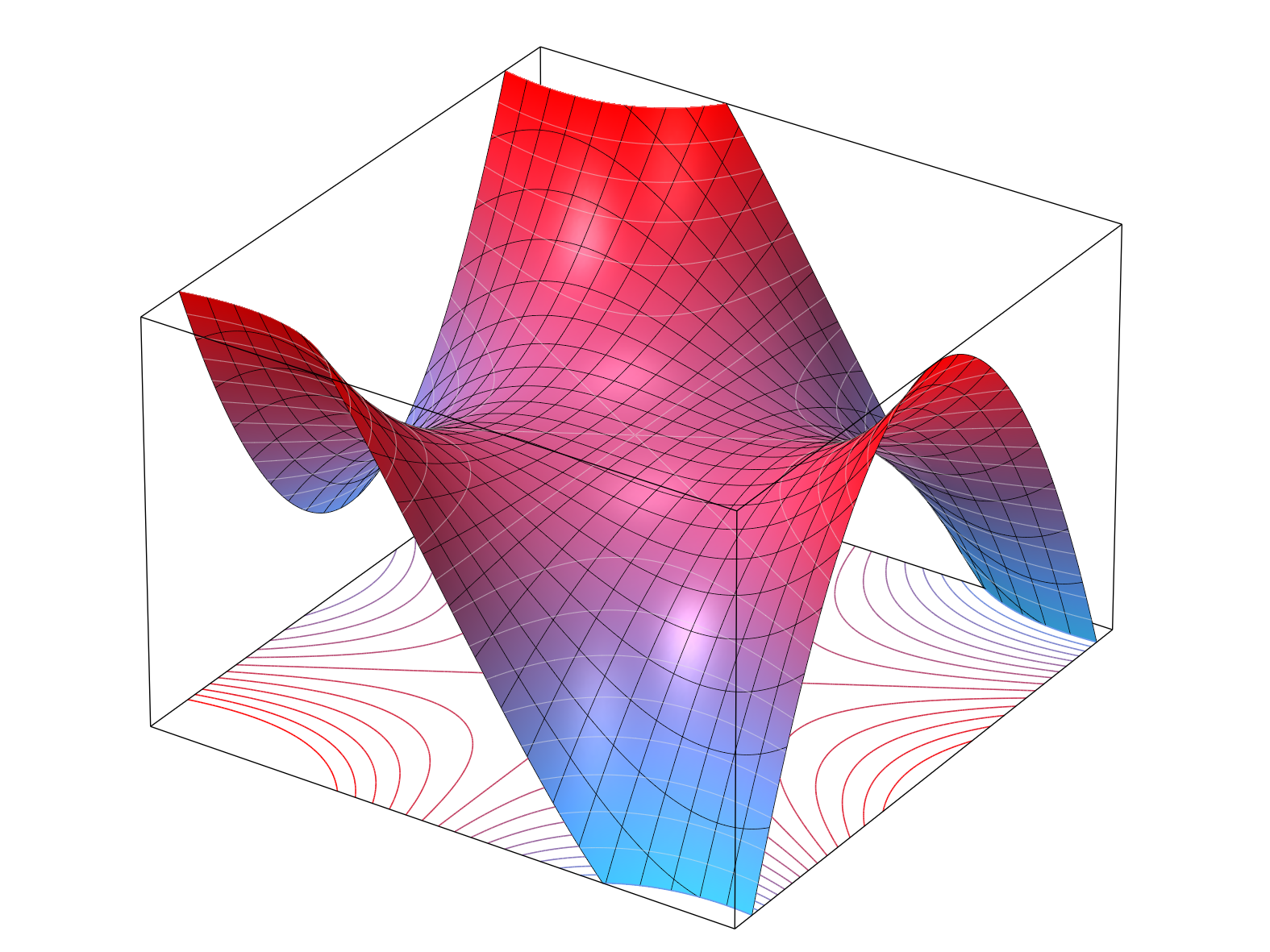
Een apenzadel